# تاوخه
تاوخه (به آلمانی: Tauche) یک شهر در آلمان است که در اودر-اشپری واقع شده‌است. تاوخه ۳٬۹۹۴ نفر جمعیت دارد.